# Hampea integerrima
Hampea integerrima är en malvaväxtart som beskrevs av Diederich Franz Leonhard von Schlechtendal. Hampea integerrima ingår i släktet Hampea och familjen malvaväxter. Inga underarter finns listade i Catalogue of Life.